# Arnenhorn
De Arnenhorn is een berg gelegen in de Berner Alpen in Zwitserland. Hij heeft een hoogte van 2211m.